# Wild God
Wild God — вісімнадцятий студійний альбом австралійського рок-гурту Nick Cave and the Bad Seeds, вихід якого відбувся 30 серпня 2024 року на лейблі PIAS. Це перший студійний альбом гурту за останні п'ять років, після Ghosteen (2019).

## Передісторія
Кейв почав роботу над альбомом першого дня 2023 року. Запис проходив на студіях Miraval Studios, Прованс і Soundtree в Лондоні. Продюсером альбому став сам Кейв разом із Ворреном Еллісом, а за зведення відповідав Дейв Фрідман. Серед інших виконавців, які взяли участь в роботі над альбомом, є Колін Ґрінвуд з Radiohead та Луїс Альмау.

## Список пісень
| Список пісень альбому Wild God | Список пісень альбому Wild God       | Список пісень альбому Wild God |
| #                              | Назва                                | Тривалість                     |
| ------------------------------ | ------------------------------------ | ------------------------------ |
| 1.                             | «Song of the Lake»                   | 3:36                           |
| 2.                             | «Wild God»                           | 5:19                           |
| 3.                             | «Frogs»                              | 4:34                           |
| 4.                             | «Joy»                                | 6:13                           |
| 5.                             | «Final Rescue Attempt»               | 3:56                           |
| 6.                             | «Conversion»                         | 5:17                           |
| 7.                             | «Cinnamon Horses»                    | 5:16                           |
| 8.                             | «Long Dark Night»                    | 3:33                           |
| 9.                             | «O Wow O Wow (How Wonderful She Is)» | 4:33                           |
| 10.                            | «As the Waters Cover the Sea»        | 2:04                           |
| 44:21                          |                                      |                                |

## Учасники запису
Nick Cave and the Bad Seeds
- Нік Кейв — вокал, фортепіано, бек-вокал
- Воррен Елліс — синтезатор, фортепіано, флейта, скрипка, тенор-гітара, клавішні, бек-вокал
- Джордж Вьєштіца — електрогітара, акустична гітара
- Мартин П. Кейсі — бас-гітара
- Томас Вайдлер — ударні
- Джим Склавунос — вібрафон, перкусія, бек-вокал

Гості
- Карлі Параді — свист у пісні «O Wow O Wow (How Wonderful She Is)»
- Колін Ґрінвуд — бас
- Луїс Альмау — акустична гітара
- Аніта Лейн — голос у пісні «O Wow O Wow (How Wonderful She Is)»
- Double R Collective — бек-вокал

## Чарти
| Чарт (2024)                                        | Найвища позиція |
| -------------------------------------------------- | --------------- |
| Australian Albums (ARIA)                           | 2               |
| Австрія Austrian Albums (Ö3 Austria)               | 2               |
| Бельгія Belgian Albums (Ultratop Flanders)         | 1               |
| Бельгія Belgian Albums (Ultratop Wallonia)         | 1               |
| Croatian International Albums (HDU)                | 1               |
| Чехія Czech Albums (ČNS IFPI)                      | 50              |
| Данія Danish Albums (Hitlisten)                    | 4               |
| Нідерланди Dutch Albums (MegaCharts)               | 1               |
| Фінляндія Finnish Albums (Suomen virallinen lista) | 5               |
| Франція French Albums (SNEP)                       | 2               |
| Німеччина German Albums (Offizielle Top 100)       | 2               |
| Hungarian Physical Albums (MAHASZ)                 | 7               |
| Icelandic Albums (Tónlistinn)                      | 9               |
| Ірландія Irish Albums (OCC)                        | 9               |
| Italian Albums (FIMI)                              | 15              |
| New Zealand Albums (RMNZ)                          | 4               |
| Норвегія Norwegian Albums (VG-lista)               | 5               |
| Польща Polish Albums (ZPAV)                        | 2               |
| Шотландія Scottish Albums (OCC)                    | 2               |
| Іспанія Spanish Albums (PROMUSICAE)                | 6               |
| Swedish Albums (Sverigetopplistan)                 | 7               |
| Швейцарія Swiss Albums (Schweizer Hitparade)       | 1               |
| Велика Британія UK Albums (OCC)                    | 5               |
| Велика Британія UK Independent Albums (OCC)        | 1               |
| США Billboard 200                                  | 66              |
| США Independent Albums (Billboard)                 | 11              |
| US Top Rock & Alternative Albums (Billboard)       | 15              |